# Miopatía nemalínica
La miopatía nemalínica, también denominada miopatía de bastones o miopatía filamentosa (del griego Νεμα, -ιος, hebra) es una enfermedad neuromuscular congénita hereditaria que provoca debilidad muscular, por lo general no progresiva de gravedad variable. 
Se clasifica dentro de las miopatías congénitas, enfermedades que afectan al músculo y dan síntomas desde el momento del nacimiento, en la biopsia del músculo se observan unos bastoncillos con aspecto de hebra llamados cuerpos nemalínicos, presentes en los miocitos. Las personas con miopatía nemalínica experimentan habitualmente retraso en el desarrollo motor y debilidad en los miembros, en el tronco y el cuello y en los músculos faciales. 
La enfermedad se categoriza habitualmente en varios grupos, según su gravedad, que puede ser ser leve (la más típica), intermedia, severa y de aparición en el adulto. No obstante, estas distinciones son de algún modo ambiguas, puesto que las categorías se solapan con frecuencia. Los problemas respiratorios son la principal preocupación en todas los pacientes de la miopatía nemalínica, pero aunque en algunos casos graves representa una amenaza para las expectativas de vida, la dispensación de cuidados agresivos y proactivos permite a muchos individuos sobrevivir y llevar una calidad de vida aceptable.

## Historia
La miopatía nemalínica fue descrita por primera vez por el médico australiano Ralph Douglas Kenneth Reye, el mismo que describió el síndrome de Reye, en 1958, aunque sus resultados nunca fueron publicados debido a que un revisor les restó importancia al pensar que las estructuras en forma de bastón halladas eran artefactos de la preparación de la biopsia. Cinco años después, en dos publicaciones por Shy y colaboradores y Conen y colaboradores publicaron una descripción de esa nueva miopatía. Actualmente se admite que Reye no sólo fue el primero en encontrar este rasgo específico de la enfermedad, sino que incluso realizó observaciones importantes sobre su patogénesis . Por otra parte, el nombre de "miopatía nemalínica" aparece por primera vez en las publicaciones de Conen y Shy.

## Epidemiología
No existen datos concluyentes sobre la penetrancia o anticipación de ninguna de las formas de esta enfermedad. 
Incidencia
Se tienen datos de un estudio finlandés y en otros sobre individuos del colectivo askenazí de Estados Unidos que la sitúan en 1 de cada 50 000 nacimientos vivos.
En algunas poblaciones la incidencia puede ser mayor debido tal vez al efecto fundador. Es destacable el ejemplo de la comunidad Amish, donde la afección tiene una incidencia de 1:500 en la variante que afecta a la troponina T1. Algunas fuentes dan la cifra de incidencia sobre la población general de 0.02/1000 nacimientos vivos, afectando por igual a ambos sexos.
Prevalencia
La prevalencia ha sido estimada en 1:57 000 personas en la población general

## Diagnóstico
Los principales síntomas que se encuentran son la debilidad, hipotonía y ausencia de reflejos tendinosos profundos, existiendo gran variabilidad en el curso y gravedad de la sintomatología. En congruencia con ello, se establecen cuatro criterios:
- Debilidad que es predominantemente proximal, difusa o selectiva: (escapuloperoneal, escapulohumeral o distal) con o sin debilidad facial.
- Debut postnatal, en la infancia o en la edad adulta.
- Historial  familiar consistente con una herencia autosómico dominante o autosómico recesivo, aunque existen casos de novo.
- Observación de cuerpos nemalínicos.

La debilidad suele ser más evidente en la musculatura facial y del cuello, así como en la parte proximal de las extremidades, aunque en casos graves también afecta a la parte distal. Pueden presentarse en las formas congénitas rasgos faciales y deformaciones típicas ("facies miopática, signe des ciles"). También son comunes la disartria y dificultades en la ingestión, siendo necesario en el 25% de las variantes congénitas la necesidad de alimentar a la fuerza a los bebés o mediante gastrostomía en los primeros años de vida.
Se observan problemas respiratorios debido a la afectación de los músculos auxiliares de la respiración, aunque no existe una correlación entre la debilidad de los grupos musculares afectados (facial-respiratorio, por ejemplo) ni con el curso de la misma.
También puede observarse hipermobilidad, contracturas y deformidad articular en las primeras etapas de la vida, que pueden acabar en variaciones del alineamiento de la columna vertebral, en especial escoliosis.

### Histopatología
La enfermedad se caracteriza por la presencia en las células musculares de unas estructuras fibrosas denominadas "bastones nemalínicos", que carecen de actividad enzimática, con las mismas propiedades estructurales y bioquímicas de los discos z. Sin embargo, este rasgo no es exclusivo (patognomónico), y puede observarse también en otras patologías, como el sida, algunos casos de dermatomiositis y polimiositis, así como miopatías asociadas al abuso de esteroides anabolizantes. También puede producirse en situaciones fisiológicas normales en fibras que han perdido los filamentos gruesos.
La composición de los bastones suele ser mayoritariamente α-actinina, el componente principal de los discos Z del sarcómero, aunque puede encontrarse otras proteínas de este disco, como la teletonina, filamina, miotilina, miozenina y miopaladina.
El material para la observación se obtiene habitualmente mediante biopsia. Los bastones son bastante más abundantes en las fibras tipo 1 y en algunas de tipo 2, y probablemente no se dan en fibras intrafusales. En muy escasas ocasiones se han podido observar en tejido cardíaco. 
Con tinción Hematoxilina-Eosina no suelen ser visibles, pero aparecen como cuerpos contráctiles de color rosado. Una de las tinciones más empleadas es la tricrómica modificada de Gomori, en la que los bastones se revelan como gránulos densos de color rojizo oscuro. Se localizan preferentemente en torno al sarcolema, aunque también pueden estar presentes en otras localizaciones, como el núcleo o en posición central. Su longitud varía entre 1 y 7 μm de largo y 0.3-2 μm de ancho.
Mediante técnicas de inmunohistoquímica es posible revelar los bastones nemalínicos utilizando anticuerpos contra α-actina y α-actinina. Se observa la presencia de desina en la periferia de los cuerpos.
En microscopia electrónica presentan estriaciones longitudinales cada 8 nm. Los cuerpos nemalínicos de menor tamaño están conectados con los discos Z, en tanto que los de mayor tamaño no suelen estarlo. Tienen una ordenación tetragonal en secciones transversales. Se destaca la presencia de filamentos que se expanden a partir de los cuerpos, que no están presentes en aquellos que se localizan en el núcleo.

### Estudios genéticos
Se han relacionado mutaciones en al menos seis genes, todos ellos codificantes de proteínas del sarcómero, relacionadas con la enfermedad, aunque existen casos no asociados a estos loci, lo cual indica que podría tener una mayor heterogeneidad génica.
En relación con la mutación causante, la miopatía nemalínica se clasifica en siete tipos, que se designan por las siglas "NEM" seguidas de un número de orden:
- NEM1, causada por una mutación en el gen TPM3.  Afecta a entre el 2%-3% de los casos
- NEM2, causada por una mutación del gen NEB Es el gen humano que codifica la proteína nebulina. Aunque podría haber varias mutaciones implicadas, la más importante es una deleción en un área codificante del exón 55 con una longitud de 2502 pares de bases. Es la variante más frecuente.
- NEM3, causada por una mutación en el gen ACTA1. Es el gen humano que codifica la isoforma alfa actina 1 de músculo esquelético. Supone más del 20% de los casos, y también más del 50% de las formas severas congénitas de la enfermedad[12]
- NEM4, causada por la mutación del gen TPM2. Dominante, afecta a unos pocos individuos
- NEM5, causada por la mutación del gen TNNT1. Identificado en unos pocos indiviudos Amish
- NEM6, causada por la mutación en un gen desconocido en el brazo q del cromosoma 15
- NEM7, causada por la mutación del gen CFL2, que codifica la proteína cofilina-2

Existen test disponibles para estos genes y en especial para ACTA1. Son útiles en el diagnóstico de confirmación y en el diagnóstico prenatal con un historial familiar, aunque recordemos que pueden darse mutaciones "de novo".

### Otros estudios
Se pueden realizar estudios electrofisiológicos:
- Electromiografía (EMG), que suele dar normal en individuos jóvenes, pero revela miopatía en adultos, con polifasia, potenciales de la unidad motora pequeños, y en los que tienen afectadas las zonas distales de los miembros pueden darse anormalidades neurogénicas como potenciales motores más largos con una mayor densidad de fibras y  patrones de esfuerzos discretos.[7]
- Estudios de conducción nerviosa: Suelen ser normales, aunque en ocasiones de dan respuestas motoras de baja amplitud en los que presentan pérdida de masa muscular.

Diagnóstico por imágenes en músculo
Permiten distinguir entre miopatías y enfermedades de origen neurogénico:
- Ultrasonografía muscular: Aumenta la ecogenicidad debido al contenido de fibras.
- Tomografía computarizada: Se observa baja densidad muscular con preservación de volumen.
- Imagen por resonancia magnética:Revela una degeneración parcheada y grasa del tejido muscular.[13]